# Trogoderma insulare
Trogoderma insulare is een keversoort uit de familie spektorren (Dermestidae). De wetenschappelijke naam van de soort werd in 1863 gepubliceerd door Louis Alexandre Auguste Chevrolat.